# Otto von Keudell (Jurist)
Otto Victor von Keudell (* 28. Februar 1887 in Rom; † 12. Mai 1972 in Garmisch-Partenkirchen) war ein deutscher Verwaltungsjurist. Er war ein Bruder des Walter von Keudell, der 1927/28 Reichsinnenminister war.

## Leben
Otto von Keudell war ein Sohn des Robert von Keudell und dessen zweiter Ehefrau Alexandra geb. von Grünhof (1861–1933), Tochter des Ernst Herzog von Württemberg und der Natalie von Grünhof, landgräflich hess.-homb. Adelsstand 1860. Seine jüngere Schwester Hedwig war mit dem Offizier und Gutsbesitzer Karl von der Trenck-Zohlen verheiratet. 
Nach bestandener juristischer Staatsprüfung am 6. Juni 1919 und anschließendem Rechtsreferendariat war von Keudell unter anderem im preußischen Innenministerium und im Reichsministerium des Innern tätig, zuletzt als Ministerialrat. Er war ab 1925 Mitglied der DNVP und gehörte ab 1932 der KVP an.
Nach der Machtergreifung der Nationalsozialisten trat er zum 1. April 1933 der NSDAP bei (Mitgliedsnummer 1.772.957). Anfang April 1933 wurde er in das Reichsministerium für Volksaufklärung und Propaganda (RMVP) berufen, wo er die Abteilung Theater stellvertretend leitete und Leiter des Referats „Musik und Kunst“ wurde. Im November 1933 wurde er Mitglied des Präsidialrats der  Reichskammer der Bildenden Künste. 1934 war Keudell nach dem Tod Hindenburgs im Auftrag von Goebbels darum bemüht, u. a. Künstler wie Emil Nolde, Ernst Barlach, Ludwig Mies van der Rohe und Karl Schmidt-Rottluff dafür zu gewinnen, ihre Unterschrift unter den Aufruf der Kulturschaffenden zu setzen und so öffentlich für die Präsidentschaft Hitlers im Deutschen Reich zu werben. 1935 wurde er als Ministerialrat Leiter der Abteilung „Musik und bildende Kunst“ im RMVP. Als solcher wurde er am 15. November 1935 von Joseph Goebbels zum Mitglied des Reichskultursenats ernannt.
Vom 29. Januar 1937 bis 1945 war er als Nachfolger von Karl Budding Regierungspräsident im westpreußischen Regierungsbezirk Marienwerder (Danzig-Westpreußen). Keudell war seit Juni 1933 SS-Mitglied und wurde im Juni 1944 zum SS-Brigadeführer (SS-Nummer 241.805) befördert.
Von Mai 1945 bis Juli 1948 befand sich von Keudell in alliierter Internierung. Im Juli 1948 wurde er im Internierungslager Ludwigsburg als Entlasteter entnazifiziert. 1949/50 wurde dieses Urteil aufgehoben und das Verfahren eingestellt.

## Genealogie
- Walter von Hueck, Friedrich Wilhelm Euler: Genealogisches Handbuch der Adeligen Häuser / B (Briefadel / nach 1400 nobilitiert) 1981. Band XIV, Band 78 der Gesamtreihe GHdA, Hrsg. Ausschuss für adelsrechtliche Fragen der deutschen Adelsverbände in Gemeinschaft mit dem Deutschen Adelsarchiv, C. A. Starke Verlag, Limburg (Lahn) 1981, ISSN 0435-2408, S. 321–323.
- Christoph Franke. Et al.: Genealogisches Handbuch der Adeligen Häuser. B (Briefadel). 2002. Band XXIV, Band 129 der Gesamtreihe GHdA, Hrsg. Deutsches Adelsarchiv, C. A. Starke Verlag, Limburg (Lahn) 2002, S. 149., S. 452 ff.